# Solomon (Haendel)
Pour les articles homonymes, voir Solomon.
Solomon, HWV 67, est un oratorio en trois actes de Georg Friedrich Haendel.

## Origine
Haendel a composé Solomon entre le 5 mai et le 13 juin 1748. La première a eu lieu le 17 mars 1749 au théâtre royal de Covent Garden de Londres sans y rencontrer le succès escompté. Il y a eu trois exécutions durant cette saison puis deux autres en 1759 dans une version largement tronquée quelques jours avant la mort du compositeur.

## Livret
L'auteur du livret est inconnu bien qu'il semblerait s'agir de Thomas Morell, alors que Winton Dean indique que le style des métaphores qui y sont utilisées ne correspond pas au style de Morel.
Le livret se base essentiellement sur les Livres des Rois (1 R 1-11) et le Livre des Chroniques (2 Chr 1-9) et en ce qui concerne la visite de la Reine de Saba, sur les Antiquités judaïques de l'historiographe romain et juif Flavius Josèphe.

## Premier acte
La construction du Temple de Jérusalem.
Au début de l'œuvre, Salomon et le peuple hébreu célèbrent la consécration du temple qui vient d'être construit dans la Ville Sainte. Le Roi se réjouit de son mariage avec son épouse unique (une liberté prise avec le récit biblique, qui rapporte qu'il avait des centaines d'épouses et de concubines), et il lui promet de lui faire élever un majestueux palais. Les deux époux expriment ensuite leur amour mutuel avant de se retirer pour la nuit, alors que des brises parfumées d'odeurs florales ainsi que le chant des rossignols les invitent au repos.

## Deuxième acte
Le Jugement de Salomon.
La sagesse légendaire du fils de David est illustrée par l'histoire des deux prostituées qui se disputent pour être reconnue, chacune d'elles, comme la mère d'un bébé qui lui est présenté. Salomon leur propose de trancher leur discorde en coupant de son épée l'enfant en deux part, pour en donner une moitié à chacune. Horrifiée, la vraie mère refuse la proposition en acceptant de laisser le bébé à l'autre femme. Le Roi reconnaît ainsi que son instinct maternel a parlé et qu'elle est vraiment la mère de l'enfant et non l'autre femme.

## Troisième acte
La rencontre avec la reine de Saba.
La reine de Saba vient visiter la cour du fils de Bethsabée et ce dernier va avec l'aide de son peuple la distraire par la représentation d'un masque en musique avec des chœurs grandioses. Chacun évoquent tour à tour la langueur d'une musique douce, la recherche de la gloire militaire, le désespoir de l'amant éconduit et la tempête qui finit par s'apaiser. Tous célèbrent le Royaume d'Israël gouverné par leur sage roi, personnifiant un âge d'or de paix, de bonheur et de prospérité.

## Distribution à la création
Lors de la création en 1749, les interprètes étaient :
- Caterina Galli (mezzo-soprano) - Solomon ;
- Giulia Frasi (soprano) - Fille de Solomon, première prostituée et Reine de Saba ;
- Sybilla Gronamann (soprano) - Seconde prostituée ;
- Thomas Lowe (ténor) - Zadock ;
- Henry Reinhold (basse)- Un lévite.

## Instrumentation
| Orchestre en fosse de Solomon                                                                 |
| Cordes                                                                                        |
| Premiers violons, seconds violons, premiers altos, seconds altos, violoncelles, contrebasses, |
| Bois                                                                                          |
| 2 flûtes traversières, 4 hautbois, 4 bassons,                                                 |
| Cuivres                                                                                       |
| 3 cors 2 trompettes                                                                           |
| Percussions                                                                                   |
| Timbales,                                                                                     |
| Basse continue                                                                                |
| Orgue, clavecin, violoncelles, contrebasses.                                                  |

## Numéros musicaux
| Acte I 1. Ouverture Scène 1: Salomon, Sadoq, prêtres et chœur 2.Your harps and cymbals (chœur) 3.Praise ye the Lord (Lévite – air) 4.With pious heart (chœur) 5.Almighty Power (Salomon – accompagnato) 6.Imperial Solomon (Sadoq – récitatif) 7.Sacred raptures (Sadoq – air) 8.Throughout the land (chœur) 9.Bless’d be the Lord (Salomon – récitatif) 10.What though I trace (Salomon – air) Scene 2: Vient la Reine 11.And see my Queen (Salomon – récitatif) 12.Bless’d the day (Reine – air) 13.Thou fair inhabitant of Nile (Salomon, Reine – récitatif) 14.Welcome as the dawn of day (Reine, Salomon – duo) 15.Vain are the transient beauties (Salomon – récitatif) 16.Indulge thy faith (Sadoq – air) 17.My blooming fair (Salomon – récitatif) 18.Haste to the cedar grove (Salomon – air) 19.When thou art absent (Reine – récitatif) 20.With thee th’unshelter’d moor (Reine – air) 21.May no rash intruder ("Chœur des rossignols") (chœur) | Acte II Scène 1: Salomon, Sadoq, Lévite, chœur des prêtres et des Israélites 22.From the censer curling rise (chœur) 23.Prais’d be the Lord (Salomon – récitatif) 24.When the sun o’er yonder hills (Salomon – air) 25.Great prince (Lévite – récitatif) 26.Thrice bless’d that wise discerning king (Lévite – air) Scene 2: Vient un serviteur 27.My sovereign liege (Serviteur, Salomon – récitatif) Scene 3: Viennent les deux prostituées 28.Thou son of David (Première prostituée – récitatif) 29.Words are weak (Première et seconde prostituée, Salomon – trio) 30.What says the other (Salomon, seconde prostituée – récitatif) 31.Thy sentence, great king (Seconde prostituée – air) 32.Withhold, withhold the executing hand (Première prostituée – récitatif) 33.Can I see my infant gor’d (Première prostituée – air) 34.Israel attend (Salomon – accompagnato) 35.Thrice bless’d be the king (Première prostituée, Salomon – duo) 36.From the east unto the west (chœur) 37.From morn to eve (Sadoq – récitatif) 38.See the tall palm (Sadoq – air). 39.No more shall armed bands (Première prostituée – récitatif) 40.Beneath the vine (Première prostituée – air) 41.Swell, swell the full chorus (chœur) | Acte III 42.Sinfonia ("Arrivée de la Reine de Saba") Salomon, Reine de Saba, Sadoq, chœur des Israélites 43.From Arabia’s spicy shores (Reine de Saba, Salomon – récitatif) 44.Ev’ry sight these eyes behold ( Reine de Saba – air) 45.Sweep, sweep the string (Salomon – récitatif) 46.Music spread thy voice around (Salomon et chœur) 47.Now a different measure (Salomon et chœur) 48.Then at once from rage remove (Salomon – récitatif) 49.Draw the tear from hopeless love (chœur) 50.Next the tortur’d soul release (Salomon – récitatif) 51.Thus rolling surges rise (Salomon et chœur) 52.Thy harmony’s divine (Reine de Saba – récitatif) 53.Pious king (Lévite – air) 54.Thrice happy king (Sadoq – récitatif) 55.Golden columns (Sadoq – air) 56.Praise the Lord (chœur) 57.Gold now is common (Salomon – récitatif) 58.How green our fertile pastures look (Salomon – air) 59.May peace in Salem (Reine de Saba – récitatif) 60.Will the sun forget to streak (Reine de Saba – air) 61.Adieu, fair queen (Salomon – récitatif) 62.Ev’ry joy that wisdom knows (Reine de Saba, Salomon – duo) 63.The name of the wicked (chœur) |